# Thomas Byström
Thomas Karl Elof Byström (ur. 27 listopada 1893 w Sztokholmie, zm. 22 lipca 1979 w Lidingö) – szwedzki jeździec sportowy. Srebrny medalista olimpijski z Los Angeles.
Zawody w 1932 były jego jedynymi igrzyskami olimpijskimi. Startował w dresażu. Po medal sięgnął w konkursie drużynowym, indywidualnie zajął czwarte miejsce. Startował na koniu Gulliver.